# Nederländernas försvarsmakt
Nederländernas krigsmakt, Nederlandse krijgsmacht, är sedan 1996 ett yrkesförsvar bestående av 50 000 ständigt tjänstgörande soldater i de stående förbanden och utbildningsförbanden och 30 000 tidvis tjänstgörande soldater i reserven.

## Armén

Arméns emblem.

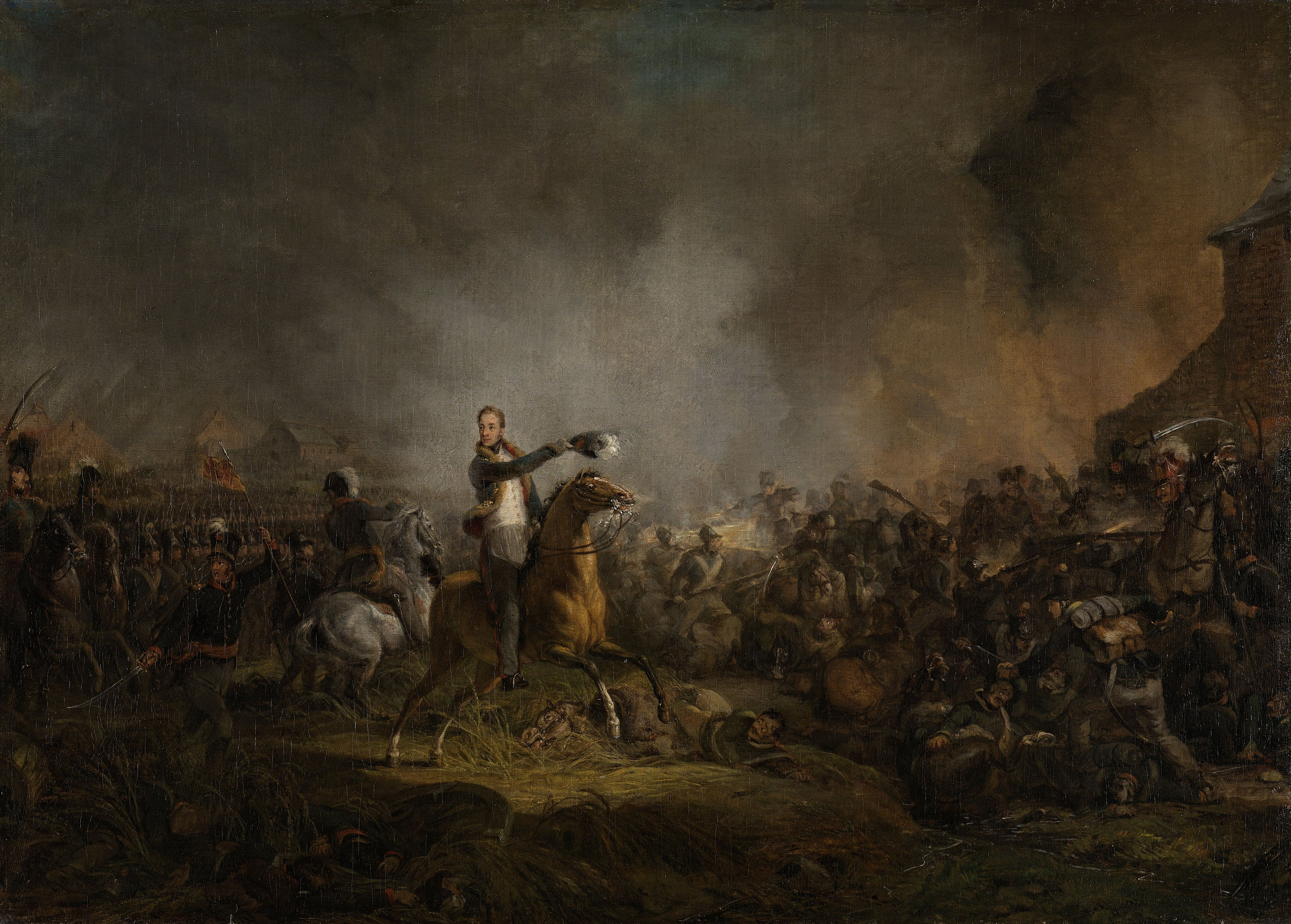
Oljemålning som visar Kung Vilhelm II av Nederländerna till häst i Slaget vid Quatre Bras.

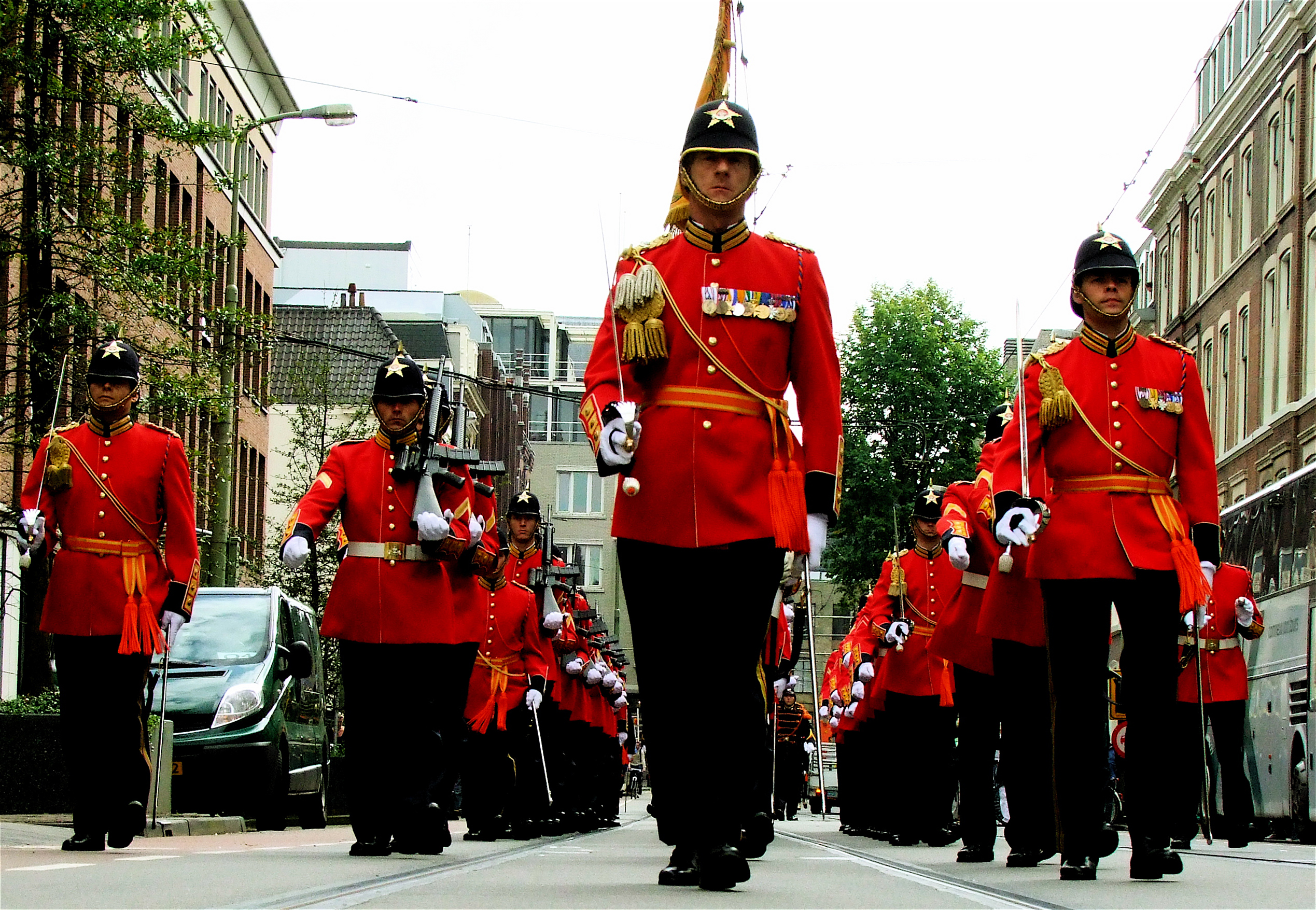
Gardesfysiljärregementet Prinsessan Irene i paraduniform 2008.

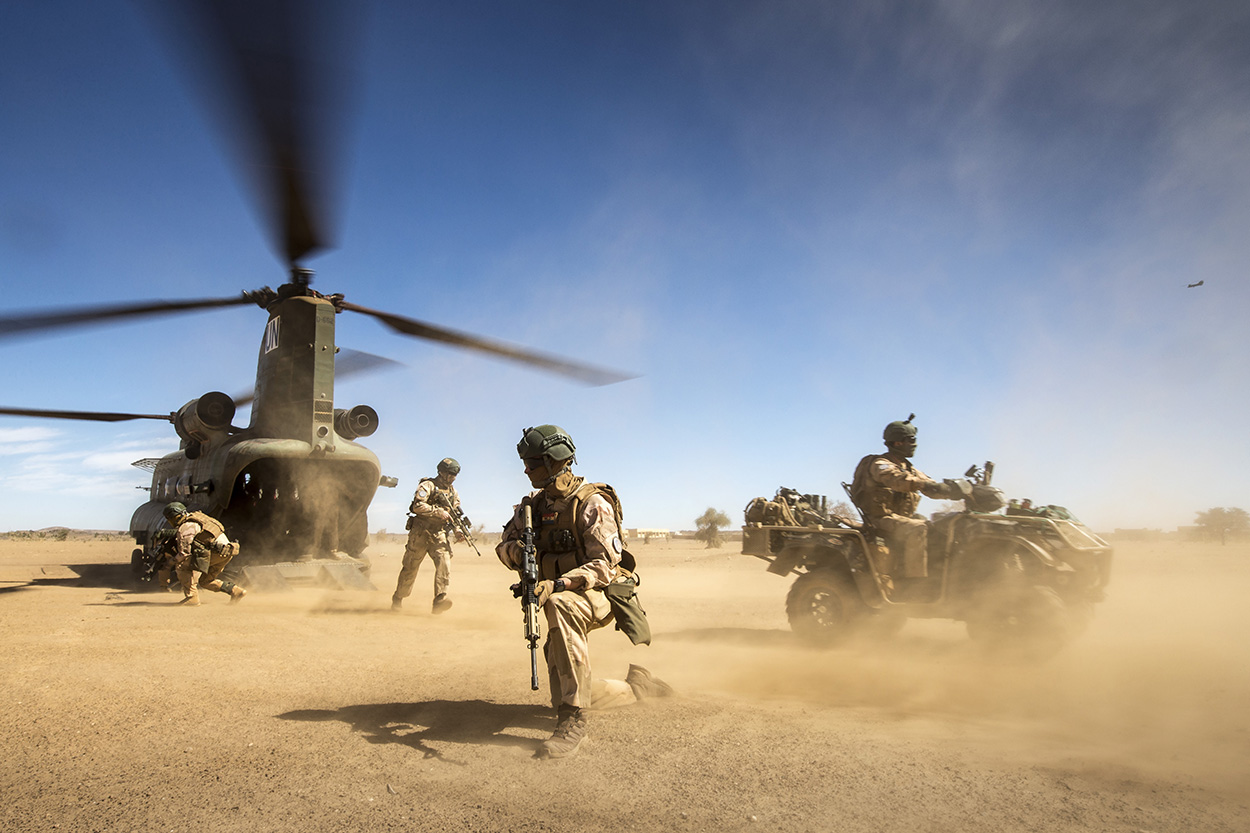
Soldater tillhörande 11 Luchtmobiele Brigade kliver av en CH-47 Chinook helikopter under ett spaningsuppdrag norr om Gao i Mali.

Kungliga Nederländska armén (nederländska: Koninklijke Landmacht) är försvarsgrenen huvudsakligen inriktad för markstrid.
Även om armén bildades 9 januari 1814, så går dess traditioner tillbaka till 1572, när Staatse Leger sattes upp: vilket gör den nederländska armén till en av de äldsta stående styrkorna i världen. Armén deltog i Napoleonkrigen, Belgiska upproret, Andra världskriget, Indonesiska självständighetskriget, Koreakriget och under NATO-befäl under Kalla kriget vid fronten i Västtyskland från 1950-talet till 1990-talets början.[källa behövs]
Efter 1990 har armén skickats till Irakkriget (från 2003) och till Afghanistankriget (2001–2021), samt ingått i Förenta nationernas fredsbevarande insatser, däribland UNIFIL i Libanon, UNPROFOR i Bosnien-Herzegovina och MINUSMA i Mali).
Armén har 23 000 ständigt tjänstgörande soldater.

### Högre förband
- 11 Luchtmobiele Brigade (snabbinsatsstyrka]
- 13 Gemechaniseerde Brigade (mekaniserad brigad)
- 43 Gemechaniseerde Brigade (mekaniserad brigad)

### Stående förband
- 3 pansarbataljoner
- 6 mekaniserade skyttebataljoner
- 3 helikopterburna skyttebataljoner
- 1 spaningsbataljon
- 6 artilleribataljoner
- 1 luftvärnsbataljon
- 1 bataljon specialförband

### Traditionsförband
- Garderegiment Grenadiers en Jagers
- Garderegiment Fuseliers Prinses Irene
- Regiment Van Heutsz
- Regiment Stoottroepen Prins Bernhard
- Regiment Infanterie Johan Willem Friso
- Regiment Limburgse Jagers
- Regiment Infanterie Oranje Gelderland
- Korps Commandotroepen (commandos)
- Regiment Huzaren Prins van Oranje
- Regiment Huzaren van Boreel
- Regiment Huzaren van Sytzama
- Korps Veldartillerie
- Korps Rijdende Artillerie
- Korps Luchtdoelartillerie (luftvärn)
- Regiment Genietroepen (ingenjörstrupper)
- Regiment Verbindingstroepen (signaltrupper)
- Korps Nationale Reserve (nationella skyddsstyrkorna)
- Regiment Bevoorradings- en Transporttroepen (transport)
- Regiment Geneeskundige Troepen (sjukvård)
- Regiment Technische Troepen (tekniska trupper)
- Koninklijke Militaire Academie (militärhögskolan)
- Koninklijke Militaire School (arméns underofficerskola)
- 5e Regiment Infanterie van Linie

### Personalstruktur

#### Soldater och korpraler (OR1-4)
För att bli antagen som rekryt krävs lägst MBO2, dvs. yrkesgymnasium, nivå 2 (grundläggande yrkesutbildning), helst på programmet för "Säkerhet och yrkeskunskap" vilket är ett program som direkt förbereder för anställning i den nederländska försvarsmakten.

#### Underofficerare (OR5-8/9)
För att bli antagen som underofficersaspirant krävs lägst MBO3, dvs. yrkesgymnasium, nivå 3 (kvalificerad yrkesutbildning), helst på programmet för "Säkerhet och yrkeskunskap". Utbildningen äger rum vid arméns underofficerskola Koninklijke Militaire School (KMS).

#### Officerare
Den grundläggande officersutbildningen äger rum vid Militärhögskolan Koninklijke Militaire Academie i  Breda. Det förekommer tre typer av grundläggande officersutbildning:
- Militärvetenskaplig officersutbildning, som är 4½ år lång. För att bli antagen till denna utbildning krävs lägst studentexamen med högskolebehörighet. Utbildningen sker på fyra olika program: militär organisationslära, krigsvetenskap, militära system och teknik samt ingenjörsvetenskap.[6]
- Kort officersutbildning, som är 1½ år lång, ger en grundläggande utbildning på plutonchefsnivå.[7]
- Specialofficersutbildning, som är 10 veckor lång. Antagningskrav är en akademisk yrkesexamen som journalist, sjukgymnast, it-specialist, läkare med mera.[8]

### Militära grader och gradbeteckningar i Armén
| NATO Code                 | OF-9     | OF-8               | OF-7            | OF-6             | OF-5    | OF-4              | OF-3   | OF-2                            | OF-1             | OF-1             | OF-1     |
| ------------------------- | -------- | ------------------ | --------------- | ---------------- | ------- | ----------------- | ------ | ------------------------------- | ---------------- | ---------------- | -------- |
| Armén: Officerare         |          |                    |                 |                  |         |                   |        |                                 |                  |                  |          |
| Nederländska              | Generaal | Luitenant-Generaal | Generaal-Majoor | Brigade-Generaal | Kolonel | Luitenant-Kolonel | Majoor | Kapitein                        | Eerste-Luitenant | Tweede-Luitenant | Vaandrig |
| (kavalleriet/artilleriet) |          |                    |                 |                  |         |                   |        | Ritmeester (enbart kavalleriet) |                  |                  | Kornet   |
| Svensk motsvarighet       | General  | Generallöjtnant    | Generalmajor    | Brigadgeneral    | Överste | Överstelöjtnant   | Major  | Kapten                          | Löjtnant         | Fänrik           | Kadett   |
|                           |          |                    |                 |                  |         |                   |        |                                 |                  |                  |          |

| NATO Code                 | OR-8/9     | OR-7              | OR-6                       | OR-5         | OR-4                    | OR-3        | OR-2/1                  | OR-2/1                 | OR-2/1                |
| ------------------------- | ---------- | ----------------- | -------------------------- | ------------ | ----------------------- | ----------- | ----------------------- | ---------------------- | --------------------- |
| Armén: Andra grader       |            |                   |                            |              |                         |             |                         |                        |                       |
| Nederländska              | Adjudant   | Sergeant-Majoor   | Sergeant der 1e klasse     | Sergeant     | Korporaal der 1e klasse | Korporaal   | Soldaat der 1ste klasse | Soldaat der 2de klasse | Soldaat der 3e klasse |
| (kavalleriet/artilleriet) |            | Opperwachtmeester | Wachtmeester der 1e klasse | Wachtmeester |                         |             | Kannonier/huzaar        | Kannonier/huzaar       | Kannonier/huzaar      |
| Svensk motsvarighet       | Förvaltare | Fanjunkare        | Förste sergeant            | Sergeant     | Korpral                 | Vicekorpral | Menig 1kl               | Menig                  | Rekryt                |
|                           |            |                   |                            |              |                         |             |                         |                        |                       |

## Marinen

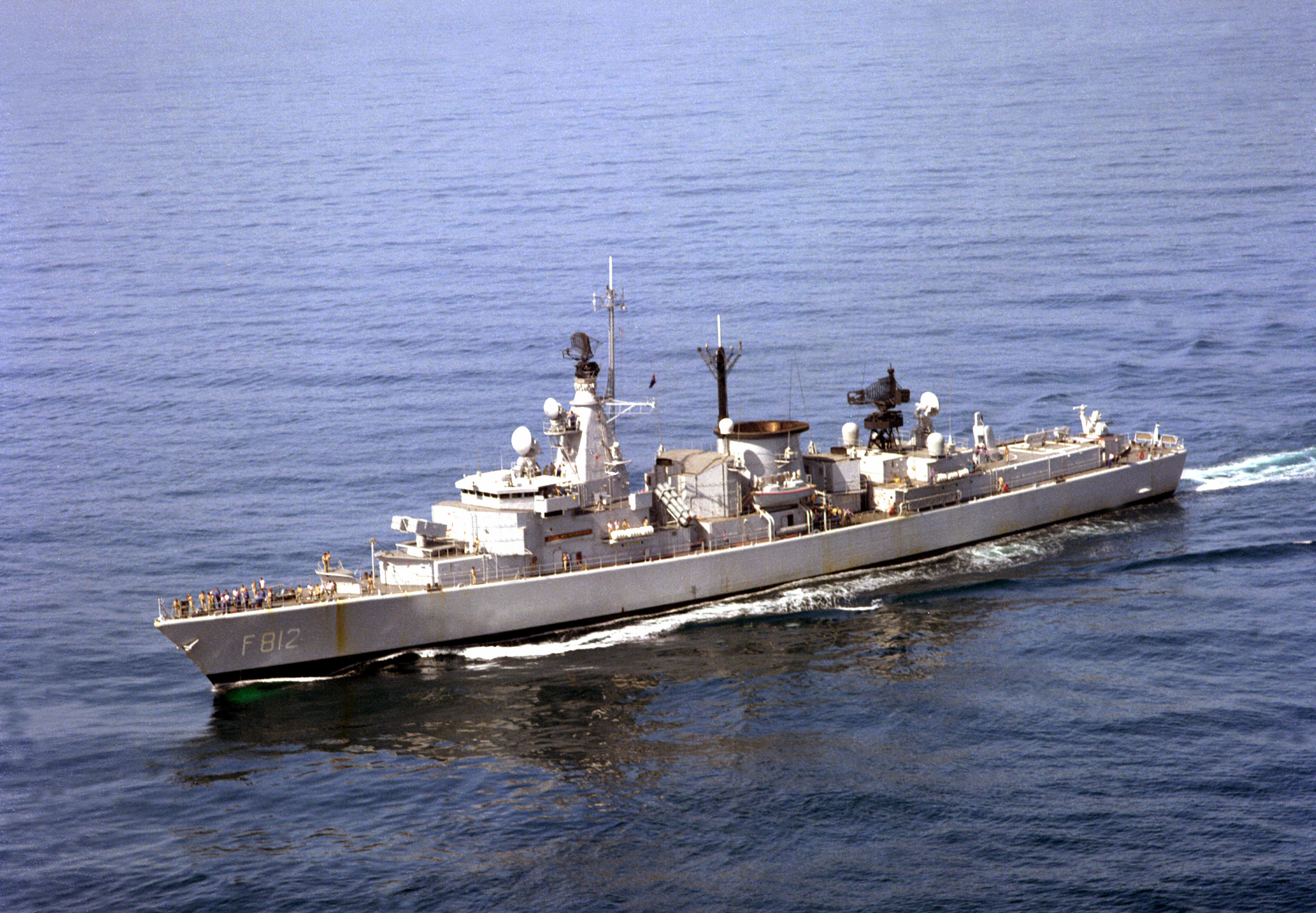
Fregatten F 812 Jacob Van Heemskerck under operation Desert Shield 1991.

Marinen har 8 000 ständigt tjänstgörande soldater i sjöstridskrafterna, 3 000 i marinkåren och 1 000 i marinflyget.

### Flottan
- 4 ubåtar
- 4 jagare
- 15 fregatter
- 15 minröjningsfartyg

### Marinkåren
- 4 marinkårsbataljoner, varav två amfibieskyttebataljoner, en amfibieunderstödsbataljon och en amfibieunderhållsbataljon. Dessutom finns ett amfibieskyttekompani på Aruba.
- Inom MARSOF, marinens specialförband, finns Unit Interventie Mariniers (UIM), en insatsstyrka till stöd för den civila polisen och det holländska gendarmeriet, Koninklijke Marechaussee, och marinkårens specialjägarkompani (MSO) med attackdykare och bergsspecialister.

2010 genomförde 1e Mariniersbataljon ur den nederländska marinkåren sex veckors vinterutbildning i Arvidsjaur.

### Marinflyget
- 2 helikopterdivisioner med 21 Westland Lynx helikoptrar.

## Flygvapnet

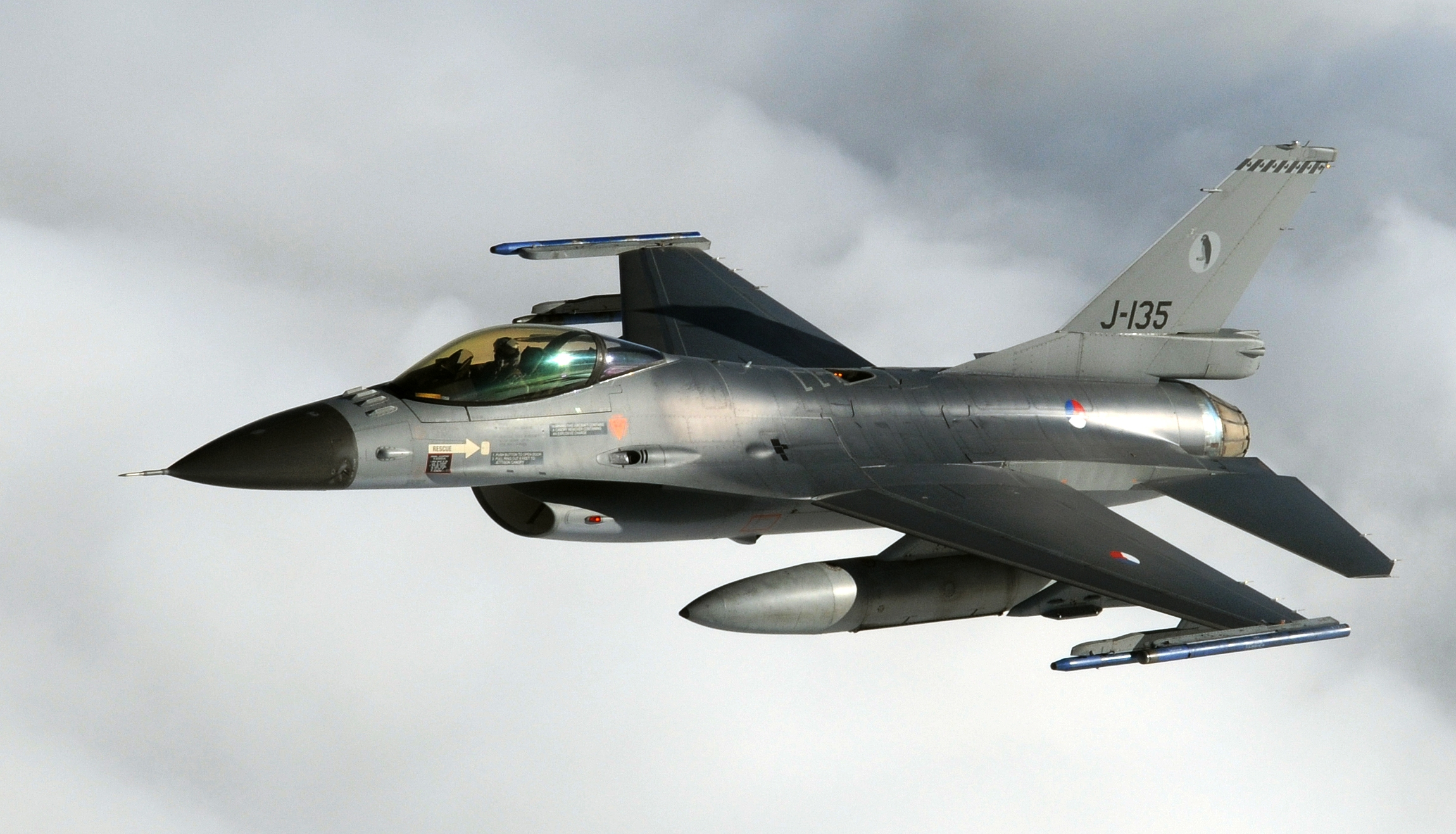
Nederländsk F-16.

Flygvapnet har 11 000 ständigt tjänstgörande soldater, 160 stridsflygplan och 40 stridshelikoptrar.

### Stående förband
- 6 jaktattackdivisioner med 160 Lockheed Martin F-16 Fighting Falcon.
- 1 transportdivision
- 1 utbildningsdivision
- 3 stridshelikopterdivisioner
- 2 transporthelikopterdivisioner
- 4 luftvärnsbataljoner
- 3 luftvärnsrobotbataljoner

## Koninklijke Marechaussee
Koninklijke Marechaussee (KMar), det nederländska gendarmeriet, är en militär polisorganisation med en personalstyrka om 6 800 personer. KMar är den fjärde försvarsgrenen i den nederländska försvarsmakten.

## Bildgalleri

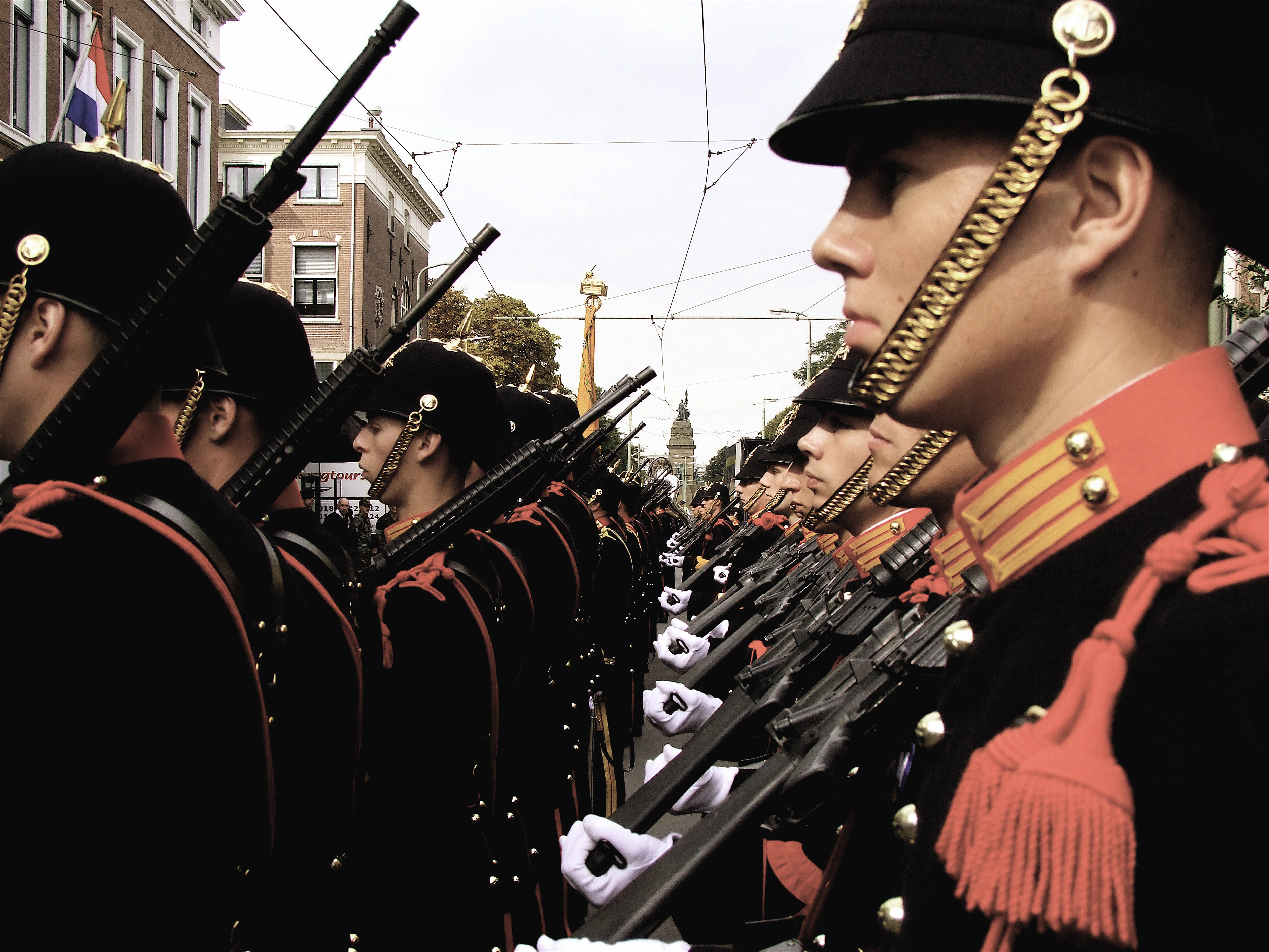
Marinkårstrupp i paraduniform 2008.
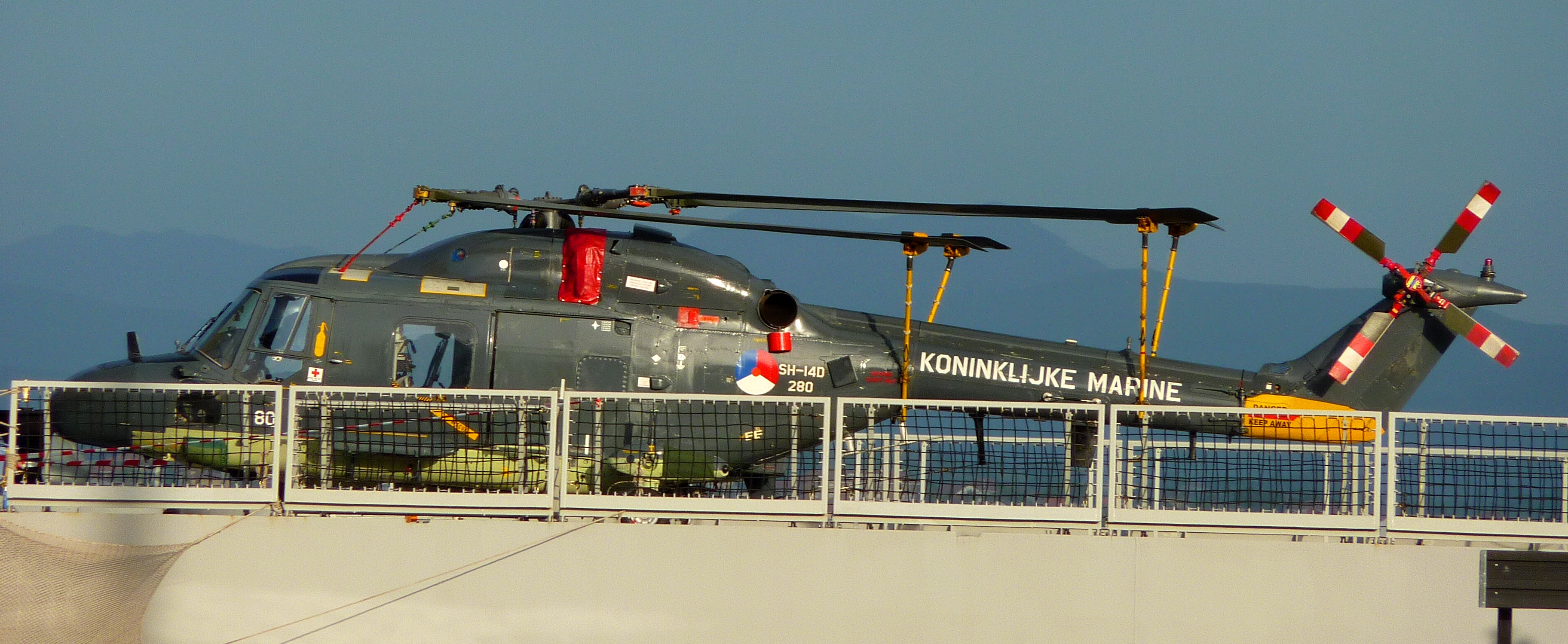
Westland Lynx ombord helikopterfregatten F-803 Tromp 2009.
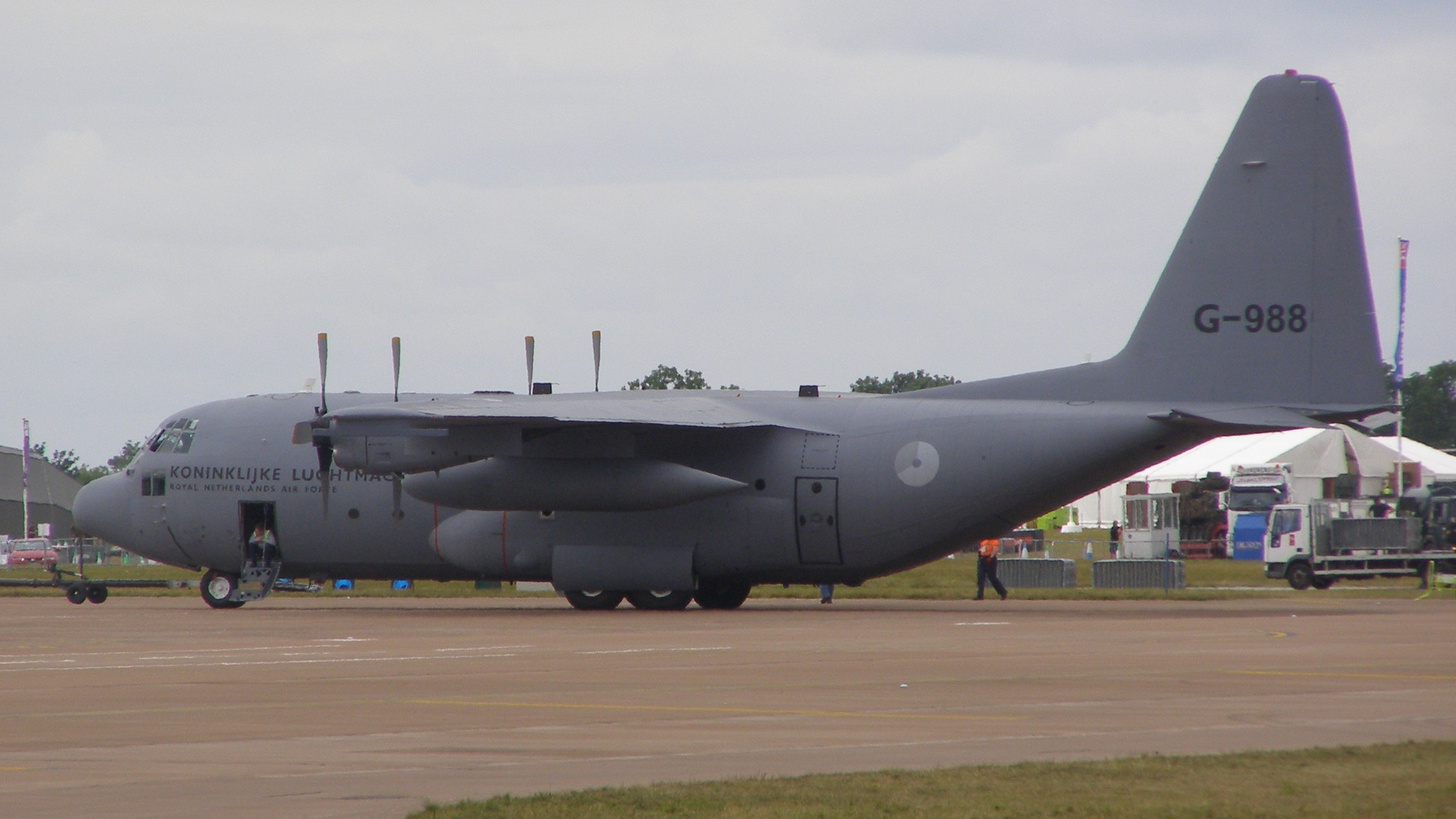
Lockheed C-130 Hercules från det nederländska flygvapnet 2009.
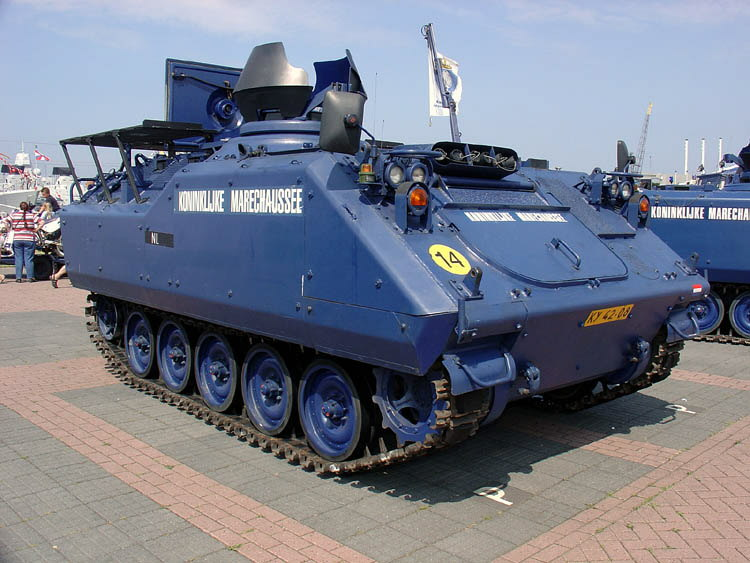
Bandpansarfordon från Koninklijke Marechaussee.